# Grab der Leichenspiele
Das Grab der Leichenspiele ist ein Männergrab des dritten Viertels des vierten vorchristlichen Jahrhunderts. Seine Überreste befinden sich im Archäologischen Nationalmuseum in Paestum. Die am besten erhaltene Langseite trägt die Inventarnummer 5009.

## Beschreibung
Die Malereien auf den Grabplatten folgen einem bekannten Muster. Auf der Ostplatte ist der heimkehrende Krieger dargestellt, auf der Westplatte eine Hirschjagd und auf der Südplatte ein Wagenrennen mit zwei Gespannen. Aber nur die Platte von der nördlichen Längsseite des Grabes ist gut erhalten. Sie misst 90 × 219 cm und zeigt zwei Kampfszenen. Auf der linken Hälfte der Platte kämpfen zwei Boxer gegeneinander, deren Körper durch lavierte Streifen auf der Innenseite der Umrisslinie Plastizität gewinnen. Wie den Boxern, so fließt auch den Lanzenkämpfern des rechten Bildes dieser Platte das Blut aus ihren Verletzungen. Der linke Lanzenkämpfer deckt seinen Oberkörper mit einem runden Schild und zielt auf den Kopf seines Gegners. Im Verhältnis zu den beiden Kampfszenen sind die roten Binden, die jeweils M-förmig drapiert herabhängen, übergroß dargestellt. Die eine befindet sich links von der Boxkampfszene, die andere zwischen Box- und Lanzenkampfszene. Zwischen den Figuren sind außerdem überdimensionierte Granatäpfel zu sehen, die ein Symbol für Fruchtbarkeit und für das Überleben darstellen.

## Grabbeigabe
Eine 25,5 cm hohe, attisch-rotfigurige Oinochoe des Aphrodite-Malers aus der Asteas-Python-Werkstatt wurde dem Toten als Grabbeigabe mitgegeben. Sie zeigt eine nach rechts laufende Frauenfigur im Chiton, der ein nackter junger Mann folgt, nach dem sie zurückblickt. Dieser trägt in der linken Hand einen Eierteller. Der Bildhintergrund ist mit Blattzweigen mit Efeublättern und Blüten geschmückt, außerdem befindet sich zwischen den Köpfen der beiden Figuren eine Darstellung eines Fensters. Der Hals der Oinochoe ist mit einem ionischen Kymation geschmückt, unter der Bilderzone ist ein ausgespartes, nach links laufendes Wellenband zu sehen. Die Oinochoe trägt die Inventarnummer 5401 des Museums in Paestum.